# Antonius Kuys
Antonius Jacobus (Anton) Kuys (Den Haag, 11 augustus 1903 – aldaar, 14 maart 1978) was een Nederlands wielrenner. In 1928 deed Kuys namens Nederland mee aan de Olympische Spelen in Amsterdam.

## Olympische Spelen
Kuys deed in 1928 mee aan de Olympische Spelen van Amsterdam. Hij stapte af in de individuele wegwedstrijd en eindigde als 9e bij de teamwedstrijd. Het Nederlandse team bestond, naast Kuys, uit Leen Buis, Janus Braspennincx en Ben Duijker.